# Handball-Weltmeisterschaft der Frauen 2013
Die 21. Handball-Weltmeisterschaft der Frauen wurde vom 6. bis 22. Dezember 2013 in Serbien ausgetragen. Veranstalter war die Internationale Handballföderation (IHF). Titelverteidiger war Norwegen. Die IHF gab Serbien im Oktober 2010 die Zusage zur Ausrichtung der Weltmeisterschaft. Der einzige Gegenkandidat bei der Bewerbung war Südkorea. Weltmeister 2013 wurde Brasilien nach einem 22:20-Sieg im Finale gegen Serbien.
Nach der Aussage des langjährigen IHF-Präsidenten Hassan Moustafa war das Turnier eines der am besten organisierten in der Geschichte des Frauen-Handballs, das unter anderem von 1375 Freiwilligen unterstützt wurde. Über 30 TV-Teams sorgten für eine Liveübertragung in 140 Ländern. Es ist bisher auch das zuschauerreichste Frauen-Handballturnier weltweit. In Deutschland übertrug Sport 1 alle deutschen Spiele live im Stream und TV.
Während der Endrunde wurde innerhalb weniger Tage dreimal hintereinander der Weltrekord gebrochen. Am 22. Dezember 2013 wurde beim Final-Spiel zwischen den Mannschaften von Serbien und Brasilien ein neuer weltweiter Zuschauerrekord für ein in einer Halle ausgetragenes Handball-Spiel zweier Frauen-Mannschaften aufgestellt (19.467 Zuschauer). Damit wurde der am 20. Dezember aufgestellte Rekord beim Halbfinalspiel zwischen Serbien und Polen (18.236 Zuschauer) bereits nach zwei Tagen gebrochen. Zuvor wurde der am 18. Dezember aufgestellte Rekord beim Viertelfinal-Spiel zwischen Serbien und Norwegen (16.028 Zuschauer) bereits ebenfalls nach zwei Tagen gebrochen.

## Qualifikation

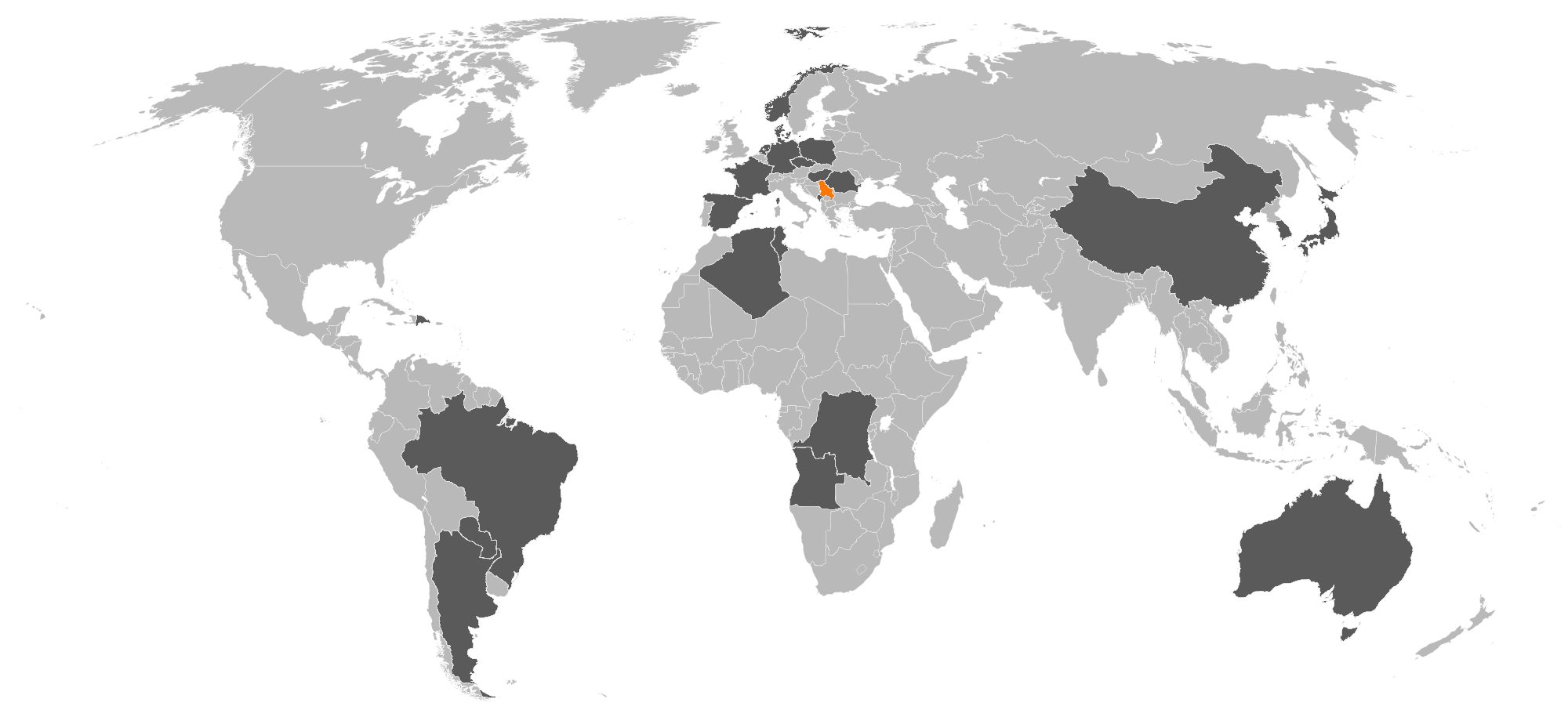
Gastgeber Serbien
qualifizierte Nationen

## Austragungsorte
Anfangs waren Belgrad, Novi Sad, Niš und Vršac als Austragungsorte vorgesehen. Später wurde Zrenjanin anstelle von Vršac als Veranstaltungsort festgelegt, da dort u. a. mehr Hotelunterkünfte zur Verfügung standen.
| Belgrad       | Belgrad      | Novi Sad     | Niš          | Zrenjanin      |
| ------------- | ------------ | ------------ | ------------ | -------------- |
| Kombank-Arena | Pionir-Halle | SPENS        | Čair-Halle   | Kristall-Halle |
| 19.892 Plätze | 6.200 Plätze | 8.000 Plätze | 5.800 Plätze | 3.000 Plätze   |
| Kombank-Arena |              |              |              |                |

## Teilnehmer
Von den 24 teilnehmenden Mannschaften wurden Serbien als Gastgeber und Norwegen als titelverteidigender Weltmeister 2011 direkt für die Teilnahme qualifiziert.
Für die Teilnahme am Turnier qualifizierten sich die folgenden Mannschaften:
| Land                         | Kontinent (Verband) | Qualifiziert als            | Datum der Qualifikation | Bisherige Teilnahmen an Weltmeisterschaften                                                                                 |
| ---------------------------- | ------------------- | --------------------------- | ----------------------- | --- |
| Serbien                      | Europa (EHF)        | Gastgeber                   | 2. Okt. 2010            | 2 (2001, 2003) |
| Norwegen                     | Europa (EHF)        | Weltmeister                 | 18. Dez. 2011           | 16 (1971, 1973, 1975, 1982, 1986, 1990, 1993, 1995, 1997, 1999, 2001, 2003, 2005, 2007, 2009, 2011)                         |
| Montenegro                   | Europa (EHF)        | Europameister 2012          | 16. Dez. 2012           | 1 (2011) |
| Ungarn                       | Europa (EHF)        | 3. Europameisterschaft 2012 | 16. Dez. 2012           | 18 (1957, 1962, 1965, 1971, 1973, 1975, 1978, 1982, 1986, 1993, 1995, 1997, 1999, 2001, 2003, 2005, 2007, 2009)             |
| Dänemark                     | Europa (EHF)        | Play Offs Europa            | 8. Juni 2012            | 10 (1962, 1993, 1995, 1997, 1999, 2001, 2003, 2005, 2009, 2011)                                                             |
| Tschechien                   | Europa (EHF)        | Play Offs Europa            | 8. Juni 2012            | 13 (1957, 1962, 1965, 1973, 1975, 1978, 1982, 1986, 1993, 1995, 1997, 1999, 2003)                                           |
| Spanien                      | Europa (EHF)        | Play Offs Europa            | 7. Juni 2012            | 6 (1993, 2001, 2003, 2007, 2009, 2011)                                                                                      |
| Niederlande                  | Europa (EHF)        | Play Offs Europa            | 9. Juni 2012            | 8 (1971, 1973, 1978, 1986, 1999, 2001, 2005, 2011)                                                                          |
| Rumänien                     | Europa (EHF)        | Play Offs Europa            | 8. Juni 2012            | 20 (1957, 1962, 1965, 1971, 1973, 1975, 1978, 1982, 1986, 1990, 1993, 1995, 1997, 1999, 2001, 2003, 2005, 2007, 2009, 2011) |
| Deutschland                  | Europa (EHF)        | Play Offs Europa            | 9. Juni 2012            | 19 (1957, 1962, 1965, 1971, 1975, 1978, 1982, 1986, 1990, 1993, 1995, 1997, 1999, 2001, 2003, 2005, 2007, 2009, 2011)       |
| Polen                        | Europa (EHF)        | Play Offs Europa            | 8. Juni 2013            | 13 (1957, 1962, 1965, 1973, 1975, 1978, 1986, 1990, 1993, 1997, 1999, 2005, 2007)                                           |
| Frankreich                   | Europa (EHF)        | Play Offs Europa            | 9. Juni 2013            | 10 (1986, 1990, 1997, 1999, 2001, 2003, 2005, 2007, 2009, 2011)                                                             |
| Angola                       | Afrika (CAHB)       | Afrikameister 2012          | 20. Jan. 2012           | 11 (1990, 1993, 1995, 1997, 1999, 2001, 2003, 2005, 2007, 2009, 2011)                                                       |
| Tunesien                     | Afrika (CAHB)       | 2. Afrikameisterschaft 2012 | 20. Jan. 2012           | 2 (1978, 1997) |
| Demokratische Republik Kongo | Afrika (CAHB)       | 3. Afrikameisterschaft 2012 | 20. Jan. 2012           | 0 (keine) |
| Algerien                     | Afrika (CAHB)       | 4. Afrikameisterschaft 2012 | 20. Jan. 2012           | 2 (1978, 1997) |
| Südkorea                     | Asien (AHF)         | Asienmeister 2012           | 16. Dez. 2012           | 14 (1978, 1982, 1986, 1990, 1993, 1995, 1997, 1999, 2001, 2003, 2005, 2007, 2009, 2011)                                     |
| Volksrepublik China          | Asien (AHF)         | 2. Asienmeisterschaft 2012  | 16. Dez. 2012           | 12 (1986, 1990, 1993, 1995, 1997, 1999, 2001, 2003, 2005, 2007, 2009, 2011)                                                 |
| Japan                        | Asien (AHF)         | 3. Asienmeisterschaft 2012  | 16. Dez. 2012           | 15 (1962, 1965, 1971, 1973, 1975, 1986, 1995, 1997, 1999, 2001, 2003, 2005, 2007, 2009, 2011)                               |
| Brasilien                    | Panamerika (PATHF)  | Panamerika-Meister          | 9. Juni 2013            | 9 (1995, 1997, 1999, 2001, 2003, 2005, 2007, 2011)                                                                          |
| Argentinien                  | Panamerika (PATHF)  | 2. Panamerika-Meisterschaft | 9. Juni 2013            | 6 (1999, 2003, 2005, 2007, 2009, 2011)                                                                                      |
| Dominikanische Republik      | Panamerika (PATHF)  | 3. Panamerika-Meisterschaft | 9. Juni 2013            | 1 (2007) |
| Paraguay                     | Panamerika (PATHF)  | 4. Panamerika-Meisterschaft | 9. Juni 2013            | 1 (2007) |
| Australien                   | Ozeanien (OCHF)     | Ozeanien-Meister 2013       | 27. Apr. 2013           | 6 (1999, 2003, 2005, 2007, 2009, 2011)                                                                                      |

## Gruppenauslosung
Am 15. Juni 2013 wurden die qualifizierten Mannschaften vier Vorrundengruppen der Finalrunde gelost. Bei der Auslosung wurden die 24 Teams in sechs Lostöpfen verteilt, die nach dem Abschneiden der Qualifikation aufgegliedert sind.
| Topf 1                                      | Topf 2                                          | Topf 3                                     | Topf 4                                                  | Topf 5                                                          | Topf 6                                                       |
| ------------------------------------------- | ----------------------------------------------- | ------------------------------------------ | ------------------------------------------------------- | --------------------------------------------------------------- | ------------------------------------------------------------ |
| - Norwegen - Montenegro - Ungarn - Dänemark | - Brasilien - Niederlande - Deutschland - Polen | - Angola - Frankreich - Serbien - Rumänien | - Südkorea - Spanien - Tschechien - Volksrepublik China | - Tunesien - Demokratische Republik Kongo - Japan - Argentinien | - Dominikanische Republik - Paraguay - Algerien - Australien |

## Vorrunde
Die Vorrunde fand vom 6. bis zum 13. Dezember 2013 statt. Jede Mannschaft spielte einmal gegen die anderen Teams der gleichen Gruppe. Für die Hauptrunde qualifizierten sich die besten vier Mannschaften jeder Gruppe. Die Gruppenfünften und -sechsten nahmen anschließend am Presidents Cup teil.
In keinem der insgesamt 60 Vorrundenspielen gab es ein Unentschieden. Gruppensieger der vier Vorrundengruppen wurden Frankreich, Brasilien, Norwegen und Deutschland, die allesamt verlustpunktfrei blieben. Die torgefährlichste Akteurin der Vorrunde war Susann Müller, die 45 Treffer erzielte.

### Gruppe A
|  | Teilnahme am Achtelfinale |

| Pl. | Mannschaft                   | Sp. | S | U | N | T   | GT  | Diff | Pkt |
| --- | ---------------------------- | --- | - | - | - | --- | --- | ---- | --- |
| 1.  | Frankreich                   | 5   | 5 | 0 | 0 | 125 | 080 | +45  | 10  |
| 2.  | Montenegro                   | 5   | 4 | 0 | 1 | 135 | 092 | +43  | 08  |
| 3.  | Südkorea                     | 5   | 3 | 0 | 2 | 158 | 117 | +41  | 06  |
| 4.  | Niederlande                  | 5   | 2 | 0 | 3 | 147 | 121 | +26  | 04  |
| 5.  | Demokratische Republik Kongo | 5   | 1 | 0 | 4 | 086 | 155 | −69  | 02  |
| 6.  | Dominikanische Republik      | 5   | 0 | 0 | 5 | 092 | 178 | −86  | 0   |

| 07.12.2013, Sa. 14:45 Uhr in Pionir-Halle, Belgrad | 1.100 Zuschauer Spielbericht | Montenegro Katarina Bulatović 7                                         | 24 : 22 (11 : 11) | Südkorea Woo Sun-hee 8                                   |
| 07.12.2013, Sa. 17:00 Uhr in Pionir-Halle, Belgrad | -.--- Zuschauer Spielbericht | Frankreich Siraba Dembélé 5                                             | 31 : 13 (15 : 06) | Demokratische Republik Kongo Christianne Mwasesa 8       |
| 07.12.2013, Sa. 19:15 Uhr in Pionir-Halle, Belgrad | 300 Zuschauer Spielbericht   | Niederlande Lynn Knippenborg 9                                          | 44 : 21 (20 : 09) | Dominikanische Republik Johanna Pimentel, Irina Pop je 6 |
| 08.12.2013, So. 16:00 Uhr in Pionir-Halle, Belgrad | 500 Zuschauer Spielbericht   | Südkorea Kim Jin-yi 7                                                   | 29 : 26 (17 : 11) | Niederlande Nycke Groot, Laura van der Heijden je 5      |
| 08.12.2013, So. 18:15 Uhr in Pionir-Halle, Belgrad | 726 Zuschauer Spielbericht   | Demokratische Republik Kongo Apopie Lusamba 3                           | 09 : 35 (04 : 19) | Montenegro Katarina Bulatović, Radmila Petrović je 5     |
| 08.12.2013, So. 20:30 Uhr in Pionir-Halle, Belgrad | 250 Zuschauer Spielbericht   | Dominikanische Republik Mariela Andino 5                                | 10 : 27 (04 : 10) | Frankreich Paule Baudouin 7                              |
| 10.12.2013, Di. 16:00 Uhr in Pionir-Halle, Belgrad | 100 Zuschauer Spielbericht   | Südkorea Woo Sun-hee 7                                                  | 34 : 20 (19 : 13) | Demokratische Republik Kongo Christianne Mwasesa 9       |
| 10.12.2013, Di. 18:15 Uhr in Pionir-Halle, Belgrad | 200 Zuschauer Spielbericht   | Montenegro Majda Mehmedović 8                                           | 33 : 19 (17 : 10) | Dominikanische Republik Nancy Peña 5                     |
| 10.12.2013, Di. 20:30 Uhr in Pionir-Halle, Belgrad | 400 Zuschauer Spielbericht   | Niederlande Lois Abbingh 6                                              | 19 : 23 (10 : 10) | Frankreich Mariama Signaté 6                             |
| 11.12.2013, Mi. 16:00 Uhr in Pionir-Halle, Belgrad | 150 Zuschauer Spielbericht   | Dominikanische Republik Carolina López 6                                | 20 : 51 (08 : 27) | Südkorea Kim Jin-yi 9                                    |
| 11.12.2013, Mi. 18:15 Uhr in Pionir-Halle, Belgrad | 300 Zuschauer Spielbericht   | Niederlande Debbie Bont, Lois Abbingh, Estavana Polman je 5             | 33 : 21 (18 : 11) | Demokratische Republik Kongo Christianne Mwasesa 8       |
| 11.12.2013, Mi. 20:30 Uhr in Pionir-Halle, Belgrad | 600 Zuschauer Spielbericht   | Frankreich Gnonsiane Niombla, Alexandra Lacrabère, Mariama Signaté je 3 | 17 : 16 (06 : 08) | Montenegro Marija Jovanović 5                            |
| 13.12.2013, Fr. 16:15 Uhr in Pionir-Halle, Belgrad | 150 Zuschauer Spielbericht   | Demokratische Republik Kongo Jumelle Okoko 8                            | 23 : 22 (15 : 13) | Dominikanische Republik Irina Pop 6                      |
| 13.12.2013, Fr. 18:30 Uhr in Pionir-Halle, Belgrad | 700 Zuschauer Spielbericht   | Frankreich Alexandra Lacrabère 8                                        | 27 : 22 (11 : 10) | Südkorea Ryu Eun-hee, Jung Ji-hae je 6                   |
| 13.12.2013, Fr. 20:45 Uhr in Pionir-Halle, Belgrad | 600 Zuschauer Spielbericht   | Montenegro Jovanka Radičević, Katarina Bulatović je 8                   | 27 : 25 (14 : 18) | Niederlande Laura van der Heijden 7                      |

### Gruppe B
|  | Teilnahme am Achtelfinale |

| Pl. | Mannschaft | Sp. | S | U | N | T   | GT  | Diff | Pkt |
| --- | ---------- | --- | - | - | - | --- | --- | ---- | --- |
| 1.  | Brasilien  | 5   | 5 | 0 | 0 | 142 | 102 | +40  | 10  |
| 2.  | Serbien    | 5   | 4 | 0 | 1 | 140 | 105 | +35  | 08  |
| 3.  | Dänemark   | 5   | 3 | 0 | 2 | 151 | 112 | +39  | 06  |
| 4.  | Japan      | 5   | 2 | 0 | 3 | 136 | 131 | +05  | 04  |
| 5.  | China      | 5   | 1 | 0 | 4 | 114 | 168 | −54  | 02  |
| 6.  | Algerien   | 5   | 0 | 0 | 5 | 102 | 167 | −65  | 0   |

| 06.12.2013, Fr. 18:00 Uhr in Čair-Halle, Niš | 3.800 Zuschauer Spielbericht | Serbien Andrea Lekić 6                                 | 28 : 26 (10 : 13) | Japan Shio Fujii 7                          |
| 07.12.2013, Sa. 18:00 Uhr in Čair-Halle, Niš | 1.000 Zuschauer Spielbericht | Brasilien Fernanda da Silva 9                          | 36 : 20 (21 : 07) | Algerien Nabila Tizi 6                      |
| 07.12.2013, Sa. 20:15 Uhr in Čair-Halle, Niš | 800 Zuschauer Spielbericht   | Dänemark Jane Schumacher, Kristina Kristiansen je 6    | 44 : 21 (19 : 13) | China Zhao Jiaqin 5                         |
| 08.12.2013, So. 15:45 Uhr in Čair-Halle, Niš | 200 Zuschauer Spielbericht   | China Wang Shuhui 5                                    | 21 : 34 (12 : 19) | Brasilien Fernanda da Silva 9               |
| 08.12.2013, So. 18:00 Uhr in Čair-Halle, Niš | 3.500 Zuschauer Spielbericht | Algerien Rekia Ziadi 5                                 | 14 : 34 (06 : 18) | Serbien Jelena Nišavić 9                    |
| 08.12.2013, So. 20:15 Uhr in Čair-Halle, Niš | 800 Zuschauer Spielbericht   | Japan Shio Fujii 6                                     | 25 : 29 (13 : 13) | Dänemark Kristina Kristiansen 10            |
| 10.12.2013, Di. 15:45 Uhr in Čair-Halle, Niš | 500 Zuschauer Spielbericht   | China Zhao Jiaqin 6                                    | 27 : 33 (12 : 16) | Japan Shio Fujii 10                         |
| 10.12.2013, Di. 18:00 Uhr in Čair-Halle, Niš | 3.800 Zuschauer Spielbericht | Brasilien Eduarda Amorim, Alexandra do Nascimento je 5 | 25 : 23 (14 : 11) | Serbien Katarina Krpež 5                    |
| 10.12.2013, Di. 20:15 Uhr in Čair-Halle, Niš | 400 Zuschauer Spielbericht   | Dänemark Anne Mette Hansen 8                           | 38 : 20 (21 : 08) | Algerien Nadia Bellakhdar 9                 |
| 11.12.2013, Mi. 15:45 Uhr in Čair-Halle, Niš | 300 Zuschauer Spielbericht   | Brasilien Alexandra do Nascimento 5                    | 24 : 20 (12 : 08) | Japan Yuki Tanabe, Shio Fujii je 4          |
| 11.12.2013, Mi. 18:00 Uhr in Čair-Halle, Niš | 1.000 Zuschauer Spielbericht | Algerien Nabila Tizi 7                                 | 25 : 27 (14 : 15) | China Wang Shuhui 13                        |
| 11.12.2013, Mi. 20:15 Uhr in Čair-Halle, Niš | 3.800 Zuschauer Spielbericht | Serbien Andrea Lekić 6                                 | 23 : 22 (12 : 12) | Dänemark Maria Fisker, Louise Burgaard je 4 |
| 13.12.2013, Fr. 15:45 Uhr in Čair-Halle, Niš | 200 Zuschauer Spielbericht   | Japan Nozomi Hara, Shio Fujii je 6                     | 32 : 23 (16 : 12) | Algerien Nabila Tizi 8                      |
| 13.12.2013, Fr. 18:00 Uhr in Čair-Halle, Niš | 3.700 Zuschauer Spielbericht | Serbien Andrea Lekić 8                                 | 32 : 18 (19 : 10) | China Zhao Jiaqin 8                         |
| 13.12.2013, Fr. 20:15 Uhr in Čair-Halle, Niš | 1.000 Zuschauer Spielbericht | Dänemark Maria Fisker 5                                | 18 : 23 (09 : 14) | Brasilien Deonise Cavaleiro 7               |

### Gruppe C
|  | Teilnahme am Achtelfinale |

| Pl. | Mannschaft  | Sp. | S | U | N | T   | GT  | Diff | Pkt |
| --- | ----------- | --- | - | - | - | --- | --- | ---- | --- |
| 1.  | Norwegen    | 5   | 5 | 0 | 0 | 142 | 090 | +052 | 10  |
| 2.  | Spanien     | 5   | 4 | 0 | 1 | 130 | 091 | +039 | 08  |
| 3.  | Polen       | 5   | 3 | 0 | 2 | 141 | 095 | +046 | 06  |
| 4.  | Angola      | 5   | 2 | 0 | 3 | 135 | 123 | +012 | 04  |
| 5.  | Argentinien | 5   | 1 | 0 | 4 | 102 | 141 | −039 | 02  |
| 6.  | Paraguay    | 5   | 0 | 0 | 5 | 055 | 165 | −110 | 0   |

| 07.12.2013, Sa. 15:45 Uhr in Kristall-Halle, Zrenjanin | 1.000 Zuschauer Spielbericht | Angola Isabel Guialo 8                                                                 | 33 : 23 (15 : 12) | Argentinien Amelia Belotti 6                                   |
| 07.12.2013, Sa. 18:00 Uhr in Kristall-Halle, Zrenjanin | 1.000 Zuschauer Spielbericht | Polen Katarzyna Koniuszaniec 8                                                         | 40 : 06 (19 : 04) | Paraguay Marizza Faría 3                                       |
| 07.12.2013, Sa. 20:15 Uhr in Kristall-Halle, Zrenjanin | 2000 Zuschauer Spielbericht  | Norwegen Nora Mørk 8                                                                   | 22 : 20 (11 : 10) | Spanien Marta Mangué, Begoña Fernández, Elisabeth Pinedo je 4  |
| 09.12.2013, Mo. 15:45 Uhr in Kristall-Halle, Zrenjanin | 500 Zuschauer Spielbericht   | Paraguay María Gómez 6                                                                 | 12 : 37 (07 : 18) | Angola Natália Bernardo 9                                      |
| 09.12.2013, Mo. 18:00 Uhr in Kristall-Halle, Zrenjanin | 1.000 Zuschauer Spielbericht | Spanien Alexandrina Cabral Barbosa 8                                                   | 26 : 20 (11 : 11) | Polen Iwona Niedźwiedź, Karolina Kudłacz, Kinga Byzdra je 4    |
| 09.12.2013, Mo. 20:15 Uhr in Kristall-Halle, Zrenjanin | 2.000 Zuschauer Spielbericht | Argentinien Luciana Mendoza 4                                                          | 18 : 37 (09 : 15) | Norwegen Ida Alstad 6                                          |
| 10.12.2013, Di. 15:45 Uhr in Kristall-Halle, Zrenjanin | 800 Zuschauer Spielbericht   | Polen Kinga Grzyb, Katarzyna Koniuszaniec je 7                                         | 32 : 23 (18 : 13) | Angola Natália Bernardo 5                                      |
| 10.12.2013, Di. 18:00 Uhr in Kristall-Halle, Zrenjanin | 1.000 Zuschauer Spielbericht | Spanien Beatriz Fernández, Nerea Pena je 6                                             | 25 : 19 (14 : 11) | Argentinien Lucia Haro 5                                       |
| 10.12.2013, Di. 20:15 Uhr in Kristall-Halle, Zrenjanin | 800 Zuschauer Spielbericht   | Norwegen Stine Bredal Oftedal, Tonje Nøstvold, Linn Jørum Sulland, Camilla Herrem je 4 | 34 : 13 (17 : 08) | Paraguay Alexia Cáceres 4                                      |
| 12.12.2013, Do. 15:45 Uhr in Kristall-Halle, Zrenjanin | 500 Zuschauer Spielbericht   | Paraguay Marizza Faría 4                                                               | 09 : 29 (0 : 14)  | Spanien Macarena Aguilar, Marta López je 4                     |
| 12.12.2013, Do. 18:00 Uhr in Kristall-Halle, Zrenjanin | 1.500 Zuschauer Spielbericht | Polen Alina Wojtas 8                                                                   | 31 : 17 (14 : 09) | Argentinien Luciana Mendoza 6                                  |
| 12.12.2013, Do. 20:15 Uhr in Kristall-Halle, Zrenjanin | 1.200 Zuschauer Spielbericht | Angola Marcelina Kiala 6                                                               | 21 : 26 (09 : 12) | Norwegen Heidi Løke, Tonje Nøstvold, Anja Hammerseng-Edin je 5 |
| 13.12.2013, Fr. 15:45 Uhr in Kristall-Halle, Zrenjanin | 500 Zuschauer Spielbericht   | Argentinien Macarena Alonso 7                                                          | 25 : 15 (13 : 05) | Paraguay Marizza Faría 6                                       |
| 13.12.2013, Fr. 18:00 Uhr in Kristall-Halle, Zrenjanin | 2.000 Zuschauer Spielbericht | Angola Isabel Guialo 10                                                                | 21 : 30 (10 : 14) | Spanien Alexandrina Cabral Barbosa 9                           |
| 13.12.2013, Fr. 20:15 Uhr in Kristall-Halle, Zrenjanin | 1.500 Zuschauer Spielbericht | Norwegen Linn Jørum Sulland 6                                                          | 23 : 18 (13 : 10) | Polen Karolina Semeniuk-Olchawa, Alina Wojtas je 4             |

### Gruppe D
|  | Teilnahme am Achtelfinale |

| Pl. | Mannschaft  | Sp. | S | U | N | T   | GT  | Diff | Pkt |
| --- | ----------- | --- | - | - | - | --- | --- | ---- | --- |
| 1.  | Deutschland | 5   | 5 | 0 | 0 | 152 | 116 | +36  | 10  |
| 2.  | Rumänien    | 5   | 4 | 0 | 1 | 132 | 096 | +36  | 08  |
| 3.  | Ungarn      | 5   | 3 | 0 | 2 | 143 | 114 | +29  | 06  |
| 4.  | Tschechien  | 5   | 2 | 0 | 3 | 144 | 135 | +09  | 04  |
| 5.  | Tunesien    | 5   | 1 | 0 | 4 | 109 | 122 | −13  | 02  |
| 6.  | Australien  | 5   | 0 | 0 | 5 | 068 | 165 | −97  | 0   |

| 07.12.2013, Sa. 14:45 Uhr in SPENS, Novi Sad | 800 Zuschauer Spielbericht   | Ungarn Anita Görbicz 9                                       | 35 : 27 (18 : 16) | Tschechien Jana Knedlíková 6                       |
| 07.12.2013, Sa. 17:00 Uhr in SPENS, Novi Sad | 700 Zuschauer Spielbericht   | Deutschland Marlene Zapf, Wiebke Kethorn, Susann Müller je 6 | 36 : 15 (17 : 07) | Australien Sally Potocki 9                         |
| 07.12.2013, Sa. 19:15 Uhr in SPENS, Novi Sad | 900 Zuschauer Spielbericht   | Rumänien Gabriela Perianu, Cristina Neagu je 6               | 27 : 17 (15 : 08) | Tunesien Mouna Chebbah 5                           |
| 09.12.2013, Mo. 14:45 Uhr in SPENS, Novi Sad | 400 Zuschauer Spielbericht   | Tunesien Maroua Dhaouadi 6                                   | 24 : 26 (15 : 15) | Ungarn Anita Görbicz, Zsuzsanna Tomori je 6        |
| 09.12.2013, Mo. 17:00 Uhr in SPENS, Novi Sad | 800 Zuschauer Spielbericht   | Tschechien Iveta Luzumová 9                                  | 32 : 37 (13 : 17) | Deutschland Susann Müller 11                       |
| 09.12.2013, Mo. 19:15 Uhr in SPENS, Novi Sad | 300 Zuschauer Spielbericht   | Australien Sally Potocki 5                                   | 13 : 32 (07 : 16) | Rumänien Georgiana Ciuciulete 7                    |
| 10.12.2013, Di. 14:45 Uhr in SPENS, Novi Sad | 400 Zuschauer Spielbericht   | Tschechien Iveta Luzumová, Helena Štěrbová je 6              | 28 : 24 (15 : 14) | Tunesien Mouna Chebbah 7                           |
| 10.12.2013, Di. 17:00 Uhr in SPENS, Novi Sad | 800 Zuschauer Spielbericht   | Deutschland Susann Müller 11                                 | 26 : 23 (13 : 12) | Rumänien Adriana Nechita 6                         |
| 10.12.2013, Di. 19:15 Uhr in SPENS, Novi Sad | 400 Zuschauer Spielbericht   | Ungarn Melinda Vincze, Viktória Rédei-Soós je 6              | 39 : 15 (19 : 11) | Australien Sally Potocki 8                         |
| 12.12.2013, Do. 14:45 Uhr in SPENS, Novi Sad | 400 Zuschauer Spielbericht   | Australien Rosalie Boyd 3                                    | 10 : 34 (04 : 15) | Tschechien Martina Crhová 8                        |
| 12.12.2013, Do. 17:00 Uhr in SPENS, Novi Sad | 1.200 Zuschauer Spielbericht | Deutschland Anna Loerper 6                                   | 26 : 20 (10 : 11) | Tunesien Mouna Chebbah 6                           |
| 12.12.2013, Do. 19:15 Uhr in SPENS, Novi Sad | 5.000 Zuschauer Spielbericht | Rumänien Cristina Neagu 4                                    | 21 : 17 (08 : 10) | Ungarn Anita Görbicz 7                             |
| 13.12.2013, Fr. 14:45 Uhr in SPENS, Novi Sad | 300 Zuschauer Spielbericht   | Tunesien Maroua Dhaouadi 6                                   | 24 : 15 (12 : 08) | Australien Sally Potocki 7                         |
| 13.12.2013, Fr. 17:00 Uhr in SPENS, Novi Sad | 3.000 Zuschauer Spielbericht | Ungarn Anita Görbicz 12                                      | 26 : 27 (16 : 14) | Deutschland Susann Müller 13                       |
| 13.12.2013, Fr. 19:15 Uhr in SPENS, Novi Sad | 700 Zuschauer Spielbericht   | Rumänien Cristina Neagu 5                                    | 29 : 23 (14 : 07) | Tschechien Kateřina Keclíková, Iveta Luzumová je 4 |

## Presidents Cup
Am Presidents Cup, der am 15. und 16. Dezember 2013 ausgetragen wurde, nahmen die Nationalmannschaften teil, die sich nicht für das Achtelfinale qualifizieren konnten. Die sechstplatzierten Mannschaften der Vorrundengruppen spielten untereinander die Plätze 21 bis 24 aus, während die fünftplatzierten Mannschaften um die Plätze 17 bis 20 spielten. Bei einem Gleichstand am Spielende fand anschließend ein Siebenmeterwerfen statt.
|      | Mannschaft                                         | Endergebnis                   | Mannschaft                      | Datum & Zeit            |
| ---- | -------------------------------------------------- | ----------------------------- | ------------------------------- | ----------------------- |
| PC 1 | Dominikanische Republik Irina Pop 7                | 24 : 29 (09 : 12)             | Algerien Rekia Ziadi 5          | 15.12.13, So. 13:15 Uhr |
| PC 1 | Dominikanische Republik Irina Pop 7                | Spielbericht                  | Algerien Rekia Ziadi 5          | Niš, Čair-Halle         |
| PC 2 | Paraguay Ana Acuña 9                               | 23 : 21 n.S. (18 : 18, 12:10) | Australien Sally Potocki 8      | 15.12.13, So. 15:30 Uhr |
| PC 2 | Paraguay Ana Acuña 9                               | Spielbericht                  | Australien Sally Potocki 8      | Niš, Čair-Halle         |
| PC 3 | Demokratische Republik Kongo Christianne Mwasesa 8 | 22 : 23 (08 : 11)             | China Zhao Jiaqin 7             | 15.12.13, So. 17:45 Uhr |
| PC 3 | Demokratische Republik Kongo Christianne Mwasesa 8 | Spielbericht                  | China Zhao Jiaqin 7             | Niš, Čair-Halle         |
| PC 4 | Argentinien Antonella Gambino 5                    | 21 : 27 (12 : 14)             | Tunesien Fatma Sfar Ben Chker 8 | 15.12.13, So. 20:00 Uhr |
| PC 4 | Argentinien Antonella Gambino 5                    | Spielbericht                  | Tunesien Fatma Sfar Ben Chker 8 | Niš, Čair-Halle         |

Die Platzierungsspiele fanden am 16. Dezember 2013 statt.
|       | Mannschaft                                                             | Endergebnis       | Mannschaft                                            | Datum & Zeit            |
| ----- | ---------------------------------------------------------------------- | ----------------- | ----------------------------------------------------- | ----------------------- |
| 23/24 | Dominikanische Republik Mariela Andino, Irina Pop, Carolina López je 6 | 27 : 26 (18 : 09) | Australien Sally Potocki 11                           | 16.12.13, Mo. 13:15 Uhr |
| 23/24 | Dominikanische Republik Mariela Andino, Irina Pop, Carolina López je 6 | Spielbericht      | Australien Sally Potocki 11                           | Niš, Čair-Halle         |
| 21/22 | Algerien Fatiha Iberraken 5                                            | 19 : 29 (10 : 13) | Paraguay Marizza Faría, Ana Acuña, Sabrina Fiore je 7 | 16.12.13, Mo. 15:30 Uhr |
| 21/22 | Algerien Fatiha Iberraken 5                                            | Spielbericht      | Paraguay Marizza Faría, Ana Acuña, Sabrina Fiore je 7 | Niš, Čair-Halle         |
| 19/20 | Demokratische Republik Kongo Christianne Mwasesa 4                     | 19 : 31 (07 : 14) | Argentinien Magdalena Decilio, Valeria Bianchi je 7   | 16.12.13, Mo. 17:45 Uhr |
| 19/20 | Demokratische Republik Kongo Christianne Mwasesa 4                     | Spielbericht      | Argentinien Magdalena Decilio, Valeria Bianchi je 7   | Niš, Čair-Halle         |
| 17/18 | China Zhao Jiaqin 7                                                    | 23 : 28 (11 : 12) | Tunesien Raja Toumi 12                                | 16.12.13, Mo. 20:00 Uhr |
| 17/18 | China Zhao Jiaqin 7                                                    | Spielbericht      | Tunesien Raja Toumi 12                                | Niš, Čair-Halle         |

## Achtelfinale
Die Achtelfinalspiele fanden am 15./16. Dezember 2013 statt. Die erstplatzierten Nationalmannschaften der vier Vorrundengruppen spielten jeweils gegen eine viertplatzierte Mannschaft sowie die zweitplatzierten gegen die drittplatzierten Teams. Der Gewinner jeder Partie zog in das Viertelfinale der Handball-Weltmeisterschaft 2013 ein.
In den Begegnungen Gruppenerster gegen Gruppenvierter waren alle Vorrundensieger erfolgreich, während drei Gruppenzweite im Achtelfinale ausschieden.
|      | Mannschaft                          | Endergebnis       | Mannschaft                          | Datum & Zeit            |
| ---- | ----------------------------------- | ----------------- | ----------------------------------- | ----------------------- |
| AF 1 | Brasilien Ana Paula Rodrigues 7     | 29 : 23 (16 : 14) | Niederlande Lois Abbingh 7          | 16.12.13, Mo. 18:00 Uhr |
| AF 1 | Brasilien Ana Paula Rodrigues 7     | Spielbericht      | Niederlande Lois Abbingh 7          | Belgrad, Kombank-Arena  |
| AF 2 | Ungarn Anita Görbicz 6              | 28 : 21 (17 : 12) | Spanien Marta López 7               | 16.12.13, Mo. 17:30 Uhr |
| AF 2 | Ungarn Anita Görbicz 6              | Spielbericht      | Spanien Marta López 7               | Novi Sad, SPENS         |
| AF 3 | Dänemark Louise Burgaard 6          | 22 : 21 (11 : 12) | Montenegro Katarina Bulatović 7     | 15.12.13, So. 20:45 Uhr |
| AF 3 | Dänemark Louise Burgaard 6          | Spielbericht      | Montenegro Katarina Bulatović 7     | Belgrad, Kombank-Arena  |
| AF 4 | Deutschland Laura Steinbach 6       | 29 : 21 (13 : 10) | Angola Marcelina Kiala 8            | 15.12.13, So. 17:30 Uhr |
| AF 4 | Deutschland Laura Steinbach 6       | Spielbericht      | Angola Marcelina Kiala 8            | Novi Sad, SPENS         |
| AF 5 | Polen Alina Wojtas 9                | 31 : 29 (13 : 17) | Rumänien Cristina Neagu 10          | 15.12.13, So. 20:15 Uhr |
| AF 5 | Polen Alina Wojtas 9                | Spielbericht      | Rumänien Cristina Neagu 10          | Novi Sad, SPENS         |
| AF 6 | Frankreich Nina Kanto 5             | 27 : 19 (12 : 09) | Japan Shio Fujii, Yuko Arihama je 5 | 15.12.13, So. 18:00 Uhr |
| AF 6 | Frankreich Nina Kanto 5             | Spielbericht      | Japan Shio Fujii, Yuko Arihama je 5 | Belgrad, Kombank-Arena  |
| AF 7 | Südkorea Jung Ji-hae 8              | 27 : 28 (11 : 12) | Serbien Andrea Lekić 8              | 16.12.13, Mo. 20:45 Uhr |
| AF 7 | Südkorea Jung Ji-hae 8              | Spielbericht      | Serbien Andrea Lekić 8              | Belgrad, Kombank-Arena  |
| AF 8 | Norwegen Nora Mørk, Heidi Løke je 5 | 31 : 21 (19 : 10) | Tschechien Iveta Luzumová 6         | 16.12.13, Mo. 20:15 Uhr |
| AF 8 | Norwegen Nora Mørk, Heidi Løke je 5 | Spielbericht      | Tschechien Iveta Luzumová 6         | Novi Sad, SPENS         |

## Viertelfinale
Die Viertelfinalspiele fanden am 18. Dezember 2013 statt. Der Gewinner jeder Partie zog in das Halbfinale der Handball-Weltmeisterschaft 2013 ein. Erstmals in der WM-Geschichte standen vier Trainer mit derselben Nationalität im Viertelfinale – Morten Soubak (Brasilien), Jan Pytlick (Dänemark), Heine Jensen (Deutschland) sowie Kim Rasmussen (Polen) sind Dänen.
Brasilien setzte sich nach doppelter Verlängerung gegen Ungarn durch und qualifizierte sich erstmals für ein WM-Halbfinale. Ebenso erreichte Polen zum ersten Mal das WM-Halbfinale, die den Vize-Weltmeister Frankreich aus dem Turnier warfen. Mit dem Titelverteidiger Norwegen schied ein weiterer Mitfavorit aus, die gegen den Gastgeber Serbien unterlagen. Das Nachbarschaftsduell zwischen Dänemark und Deutschland gewannen die Skandinavierinnen.
|      | Mannschaft                                     | Endergebnis                               | Mannschaft                                     | Datum & Zeit            |
| ---- | ---------------------------------------------- | ----------------------------------------- | ---------------------------------------------- | ----------------------- |
| VF 1 | Brasilien Alexandra do Nascimento 10           | 33 : 31 n.2.V. (29 : 29, 26: 26, 12 : 11) | Ungarn Zsuzsanna Tomori 7                      | 18.12.13, Mi. 17:30 Uhr |
| VF 1 | Brasilien Alexandra do Nascimento 10           | Spielbericht                              | Ungarn Zsuzsanna Tomori 7                      | Belgrad, Kombank-Arena  |
| VF 2 | Dänemark Kristina Kristiansen 7                | 31 : 28 (17 : 17)                         | Deutschland Susann Müller 12                   | 18.12.13, Mi. 20:15 Uhr |
| VF 2 | Dänemark Kristina Kristiansen 7                | Spielbericht                              | Deutschland Susann Müller 12                   | Novi Sad, SPENS         |
| VF 3 | Polen Alina Wojtas, Karolina Siódmiak je 5     | 22 : 21 (11 : 08)                         | Frankreich Siraba Dembélé, Allison Pineau je 5 | 18.12.13, Mi. 17:30 Uhr |
| VF 3 | Polen Alina Wojtas, Karolina Siódmiak je 5     | Spielbericht                              | Frankreich Siraba Dembélé, Allison Pineau je 5 | Novi Sad, SPENS         |
| VF 4 | Serbien Dragana Cvijić, Sanja Damnjanović je 8 | 28 : 25 (15 : 16)                         | Norwegen Heidi Løke 5                          | 18.12.13, Mi. 20:15 Uhr |
| VF 4 | Serbien Dragana Cvijić, Sanja Damnjanović je 8 | Spielbericht                              | Norwegen Heidi Løke 5                          | Belgrad, Kombank-Arena  |

## Halbfinale
Die Halbfinalspiele fanden am 20. Dezember 2013 statt. Der Gewinner jeder Partie stehen im Finale der Handball-Weltmeisterschaft 2013.
Brasilien besiegte den Weltmeister von 1997 Dänemark und zog als erste panamerikanische Mannschaft in ein WM-Finale ein. Gastgeber Serbien gelang durch einen Erfolg gegen Polen sich ebenfalls erstmals für ein WM-Finale zu qualifizieren.
| Mannschaft                          | Endergebnis       | Mannschaft                                                                          | Datum & Zeit            |
| ----------------------------------- | ----------------- | ----------------------------------------------------------------------------------- | ----------------------- |
| Brasilien Alexandra do Nascimento 7 | 27 : 21 (14 : 10) | Dänemark Maria Fisker, Anne Mette Hansen, Mette Gravholt, Kristina Kristiansen je 3 | 20.12.13, Fr. 20:45 Uhr |
| Brasilien Alexandra do Nascimento 7 | Spielbericht      | Dänemark Maria Fisker, Anne Mette Hansen, Mette Gravholt, Kristina Kristiansen je 3 | Belgrad, Kombank-Arena  |
| Polen Karolina Szwed-Ørneborg 4     | 18 : 24 (06 : 14) | Serbien Andrea Lekić 8                                                              | 20.12.13, Fr. 18:00 Uhr |
| Polen Karolina Szwed-Ørneborg 4     | Spielbericht      | Serbien Andrea Lekić 8                                                              | Belgrad, Kombank-Arena  |

## Spiel um Platz 3
Das Spiel um Platz 3 fand am 22. Dezember 2013 statt. Dänemark gewann nach über 16 Jahren wieder eine Medaille bei einer Weltmeisterschaft. Die polnische Auswahl erreichte mit dem 4. Rang die beste Platzierung in der WM-Geschichte.
| Mannschaft | Endergebnis       | Mannschaft | Datum & Zeit            |
| ---------- | ----------------- | ---------- | ----------------------- |
| Dänemark   | 30 : 26 (12 : 15) | Polen      | 22.12.13, So. 14:30 Uhr |

22. Dezember 2013 in Belgrad, Kombank-Arena, 6.500 Zuschauer, Spielbericht
Dänemark: Cecilie Greve, Rikke Poulsen – Kristina Kristiansen (10), Ann Grete Nørgaard (5), Line Jørgensen (4), Maria Fisker (3), Stine Jørgensen (3), Mette Gravholt (2), Trine Østergaard Jensen  (1), Louise Burgaard (1), Pernille Holst Holmsgaard  (1), Jane Schumacher , Susan Thorsgaard, Anne Mette Hansen, Camilla Dalby, Marianne Bonde 
Polen: Małgorzata Gapska, Anna Wysokińska – Patrycja Kulwińska (5), Alina Wojtas  (4), Kinga Byzdra (4), Karolina Kudłacz  (3), Katarzyna Koniuszaniec (3), Kinga Grzyb (3), Karolina Szwed-Ørneborg (2), Karolina Siódmiak (2), Monika Stachowska, Iwona Niedźwiedź , Karolina Semeniuk-Olchawa, Monika Migała, Małgorzata Stasiak, Agnieszka Jochymek
Schiedsrichter:  Mindaugas Gatelis & Vaidas Mažeika

## Finale
Das Finale fand am 22. Dezember 2013 statt. Sowohl für Brasilien als auch für Serbien waren es die ersten Teilnahmen an einem WM-Finale. Brasilien gelang als erster panamerikanischen Nationalmannschaft den WM-Titel zu gewinnen.
| Mannschaft | Endergebnis       | Mannschaft | Datum & Zeit            |
| ---------- | ----------------- | ---------- | ----------------------- |
| Brasilien  | 22 : 20 (13 : 11) | Serbien    | 22.12.13, So. 17:15 Uhr |

22. Dezember 2013 in Belgrad, Kombank-Arena, 19.467 Zuschauer, Spielbericht
Brasilien: Bárbara Arenhart, Mayssa Pessoa – Alexandra do Nascimento  (6), Fernanda da Silva  (4), Ana Paula Rodrigues (4), Eduarda Amorim   (3), Deborah Nunes (2), Deonise Cavaleiro (2), Daniela Piedade (1), Fabiana Diniz   , Samira Rocha, Amanda Andrade, Elaine Gomes, Karoline de Souza, Marina Costa, Mayana Moura
Serbien: Katarina Tomašević, Jovana Risović – Dragana Cvijić   (5), Sanja Damnjanović   (4), Andrea Lekić (4), Jelena Živković (2), Jelena Nišavić (2), Jelena Popović  (1), Katarina Krpež (1), Jelena Erić  (1), Sanja Rajović, Svetlana Ognjenović , Biljana Filipović, Ivana Milošević, Kristina Liščević, Marina Dmitrović
Schiedsrichter:  Ignacio García & Andreu Marín Lorente

## Abschlussplatzierungen

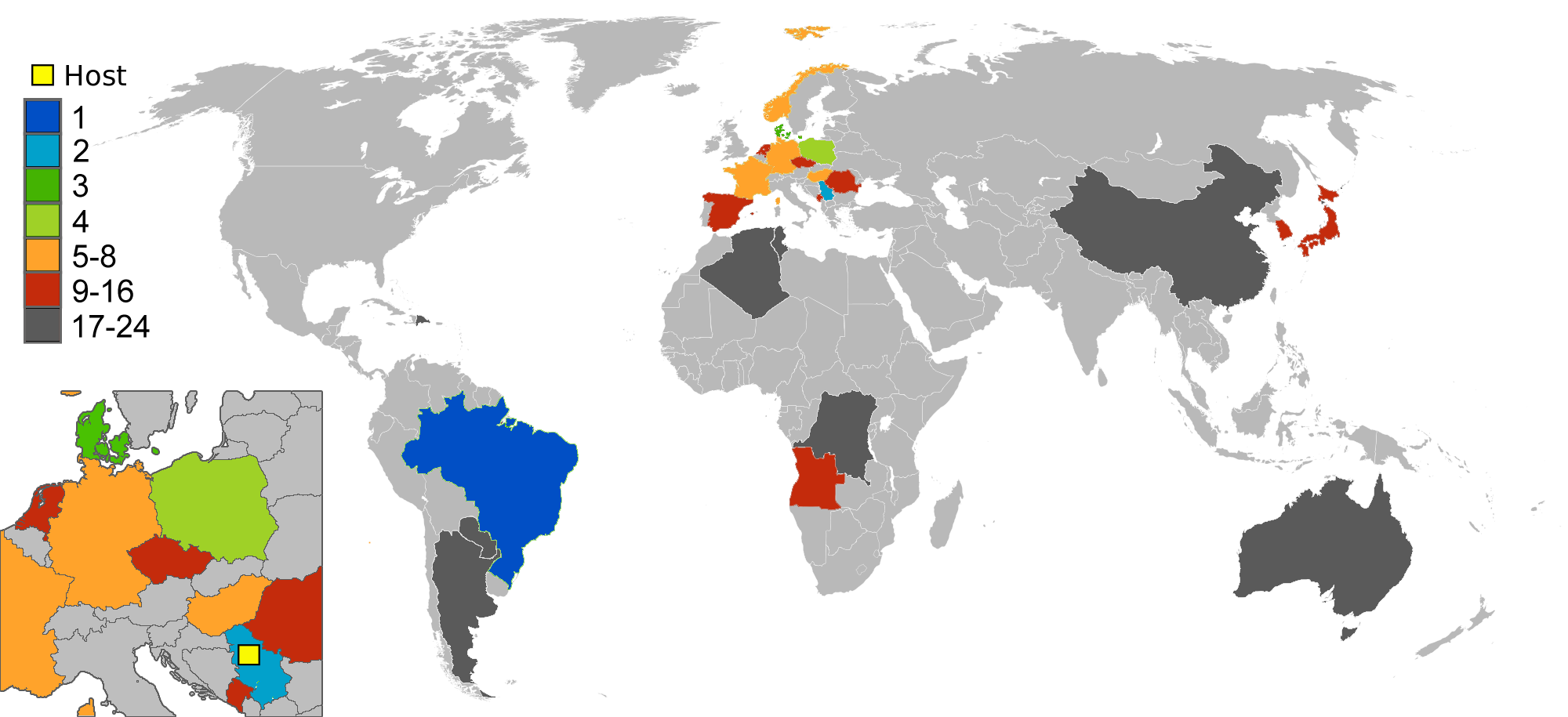
Platzierungen der Nationen

Die Platzierungen ergaben sich nach folgenden Kriterien:
- Plätze 1 bis 4: Ergebnisse im Finale sowie im Spiel um Platz 3
- Plätze 5 bis 8 (Verlierer der Viertelfinalpartien): nach Punkten, dann Tordifferenz, dann Anzahl der erzielten Tore in den Vorrundenspielen gegen Teams auf Rang 1 bis 4[15]
- Plätze 9 bis 16 (Verlierer der Achtelfinalpartien): nach Punkten, dann Tordifferenz, dann Anzahl der erzielten Tore in den Vorrundenspielen gegen Teams auf Rang 1 bis 4
- Plätze 17 bis 20: Ergebnisse der Platzierungsspiele des President’s Cup unter den Fünftplatzierten der Vorrunde
- Plätze 21 bis 24: Ergebnisse der Platzierungsspiele des President’s Cup unter den Sechstplatzierten der Vorrunde

| Rang   | Team                         | Sp. | S | U | N | Tore    | Diff. |
| ------ | ---------------------------- | --- | - | - | - | ------- | ----- |
| Gold   | Brasilien a                  | 9   | 9 | 0 | 0 | 253:197 | +056  |
| Silber | Serbien                      | 9   | 7 | 0 | 2 | 240:197 | +043  |
| Bronze | Dänemark b                   | 9   | 6 | 0 | 3 | 256:214 | +042  |
| 04.    | Polen                        | 9   | 5 | 0 | 4 | 238:199 | +039  |
| 05.    | Norwegen                     | 7   | 6 | 0 | 1 | 198:139 | +059  |
| 06.    | Frankreich                   | 7   | 6 | 0 | 1 | 173:121 | +052  |
| 07.    | Deutschland                  | 7   | 6 | 0 | 1 | 209:168 | +041  |
| 08.    | Ungarn                       | 7   | 4 | 0 | 3 | 202:168 | +034  |
| 09.    | Spanien                      | 6   | 4 | 0 | 2 | 151:119 | +032  |
| 10.    | Rumänien                     | 6   | 4 | 0 | 2 | 161:127 | +034  |
| 11.    | Montenegro                   | 6   | 4 | 0 | 2 | 156:114 | +042  |
| 12.    | Südkorea                     | 6   | 3 | 0 | 3 | 185:145 | +040  |
| 13.    | Niederlande                  | 6   | 2 | 0 | 4 | 170:150 | +020  |
| 14.    | Japan                        | 6   | 2 | 0 | 4 | 155:158 | −03   |
| 15.    | Tschechien                   | 6   | 2 | 0 | 4 | 165:166 | −01   |
| 16.    | Angola                       | 6   | 2 | 0 | 4 | 156:152 | +04   |
| 17.    | Tunesien c                   | 7   | 3 | 0 | 4 | 164:166 | −02   |
| 18.    | Volksrepublik China          | 7   | 2 | 0 | 5 | 160:218 | −058  |
| 19.    | Argentinien                  | 7   | 2 | 0 | 5 | 154:187 | −033  |
| 20.    | Demokratische Republik Kongo | 7   | 1 | 0 | 6 | 127:209 | −082  |
| 21.    | Paraguay                     | 7   | 2 | 0 | 5 | 107:205 | −098  |
| 22.    | Algerien                     | 7   | 1 | 0 | 6 | 150:220 | −070  |
| 23.    | Dominikanische Republik      | 7   | 1 | 0 | 6 | 143:233 | −090  |
| 24.    | Australien                   | 7   | 0 | 0 | 7 | 115:215 | −100  |

## Torschützinnenliste
| Rang | Name                    | Nation                       | Tore | FT | 7m | T/S  |
| ---- | ----------------------- | ---------------------------- | ---- | -- | -- | ---- |
| 01.  | Susann Müller           | Deutschland                  | 62   | 49 | 13 | 8,86 |
| 02.  | Alexandra do Nascimento | Brasilien                    | 54   | 31 | 23 | 6,00 |
| 03.  | Anita Görbicz           | Ungarn                       | 48   | 24 | 24 | 6,86 |
| 03.  | Sally Potocki           | Australien                   | 48   | 39 | 09 | 6,86 |
| 05.  | Sanja Damnjanović       | Serbien                      | 46   | 40 | 06 | 5,11 |
| 05.  | Andrea Lekić            | Serbien                      | 46   | 37 | 09 | 5,11 |
| 07.  | Kristina Kristiansen    | Dänemark                     | 45   | 32 | 13 | 5,00 |
| 08.  | Christianne Mwasesa     | Demokratische Republik Kongo | 42   | 34 | 08 | 6,00 |
| 09.  | Ana Paula Rodrigues     | Brasilien                    | 39   | 35 | 04 | 4,33 |
| 09.  | Alina Wojtas            | Polen                        | 39   | 32 | 07 | 4,33 |

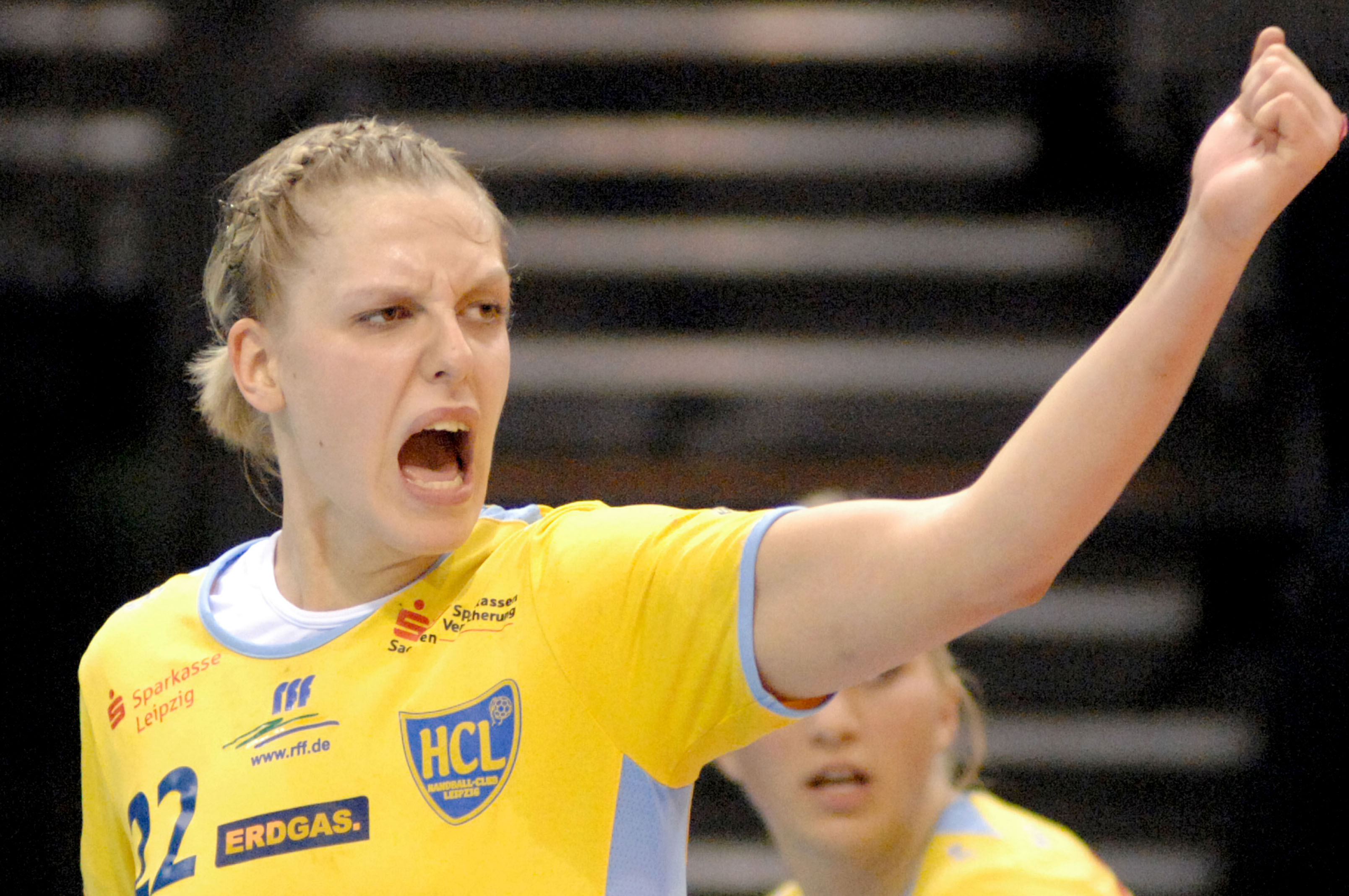
Susann Müller

FT – Feldtore, 7m – Siebenmeter, T/S – Tore pro Spiel (Stand: 22. Dezember 2013)

## Allstar-Team
| Position         | Name              | Land        |
| ---------------- | ----------------- | ----------- |
| Tor:             | Bárbara Arenhart  | Brasilien   |
| Linksaußen:      | Maria Fisker      | Dänemark    |
| Rückraum links:  | Sanja Damnjanović | Serbien     |
| Rückraum Mitte:  | Anita Görbicz     | Ungarn      |
| Rückraum rechts: | Susann Müller     | Deutschland |
| Rechtsaußen:     | Woo Sun-hee       | Südkorea    |
| Kreis:           | Dragana Cvijić    | Serbien     |